# Sabina Kubisztal
Sabina Kubisztal (ur. 29 sierpnia 1981 w Jarosławiu) – polska piłkarka ręczna grająca na pozycji bramkarki; zawodniczka kadry narodowej. Żona piłkarza ręcznego Michała Kubisztala.

## Życiorys
Przygodę z piłką ręczną rozpoczęła w 1995 roku w JKS Jarosław pod okiem ukraińskiej trenerki Galiny Kowalenko. Kariera sportowa potoczyła się bardzo szybko. W sezonie 1996/97 została włączona do seniorskiej kadry klubu i jako druga bramkarka brała udział w ówczesnych rozgrywkach pierwszoligowych (dzisiejsza ekstraklasa). W roku 1997 jako 16-latka zadebiutowała w Pucharze Europejskim zastępując między słupkami kontuzjowaną ikonę żeńskiej piłki ręcznej Alicję Główczak broniąc bramki przed zespołem KSK Łucznik Moskwa. Barwy JKS Jarosław reprezentowała do 2000 roku, w którym to, po zdaniu matury i dostając się na Uniwersytet Śląski w Katowicach wybrała ekstraklasowy klub z dużymi tradycjami Ruch Chorzów. Współpraca z małżeństwem trenerów Adamem i Teresą Pecold zaowocowała pierwszym powołaniem do seniorskiej Kadry Narodowej w 2001 roku (w Kadrze Młodzieżowej od 1997 roku, z którą w 1998 roku na Światowych Igrzyskach Młodzieży w Moskwie zdobyła brązowy medal). Od 2003 do grudnia 2007 roku wraz z mężem, również piłkarzem ręcznym zameldowała się w szeregach MKS Zagłębia Lubin. Z tym zespołem wywalczyła wicemistrzostwo Polski oraz dwa brązowe medale. Urlop macierzyński nastąpił równolegle z wyjazdem męża do Bundesligi. Treningi w niemieckim Spree Fuchse Berlin Reinickedorf wznowiła w sierpniu 2008 roku, gdzie pozostała dwa sezony. Po decyzji o drugim dziecku zakończyła zawodową karierę sportową pod koniec 2010 roku.

## Kariera klubowa
- JKS Jarosław 1996/1997, 1997/1998, 1998/1999, 1999/2000
- Ruch Chorzów 2000/2001, 2001/2002, 2002/2003
- MKS Zagłębie Lubin 2003/2004, 2004/2005, 2005/2006, 2006/2007, 2007/2008
- Spree Fuchse Berlin Reinickedorf 2008/2009, 2009/2010

## Sukcesy
- brązowy medal w Światowych Igrzyskach Młodzieży w Moskwie 1998
- wicemistrz Polski z zespołem Zagłębie Lubin w sezonie 2005/2006
- brązowy medal mistrzostw Polski z zespołem Zagłębie Lubin w sezonie 2006/2007
- brązowy medal mistrzostw Polski z zespołem Zagłębie Lubin w sezonie 2007/2008
- Mistrzostwa Świata w Rosji w roku 2005
- Puchar Świata w Danii w roku 2005
- Mistrzostwa Europy w Szwecji w roku 2006
- najlepszy zawodnik meczu Polska - Niemcy podczas Mistrzostw Europy w Szwecji 2006 roku.